# Оспитале ди Кадоре
Оспита̀ле ди Кадо̀ре (на италиански: Ospitale di Cadore; на ладински: Ospedàl, Оспедал) е село и община в Северна Италия, провинция Белуно, регион Венето. Разположено е на 490 m надморска височина. Населението на общината е 295 души (към 2014 г.).